# PTRD-41
Le PTRD-41 (en russe : Противотанковое однозарядное ружьё обр. 1941 г. системы Дегтярёва (ПТРД), protivotankovoïe odnozariadnoïe roujio obr. 1941 g. sistemy Degtiariova, PTRD, soit en français : fusil antichar Degtiarev) était un fusil antichar adopté lors de la Seconde Guerre mondiale (1941) par l'Armée rouge.
Il est issu des travaux de Vassili Degtiarev et tire une munition puissante à grande vitesse à la bouche (environ 1 000 m/s) de calibre 14,5 × 114 mm. Son mécanisme à verrou lui assurait une fiabilité et une simplicité à toute épreuve. Très précis, il était capable de perforer les blindages des blindés légers allemands, tels que le SdKfz 251, ainsi que le blindage latéral des chars les plus légers (Panzerkampfwagen II par exemple) jusqu'à 500 mètres au moins. Il fut utilisé jusqu'à la fin de la guerre, même si son efficacité était limitée face aux blindés.
Une version semi-automatique, nommée PTRS-41, connut moins de succès que la version à verrou, surtout du fait de sa masse plus élevée, de son encombrement et de sa fiabilité moindre.
Depuis 2015, ce fusil est toujours utilisé de manière régulière par les séparatistes pro-russes dans le cadre de la guerre du Donbass puis la guerre russo-ukrainienne,.

## Dans la culture
- Il apparaît dans le manga Darker than Black: Ryūsei no Gemini, en tant qu'arme principale de Suō Pavlichenko.
- Il apparaît dans le jeu vidéo Metal Gear Solid: Peace Walker, où il est déblocable via l'« Extra Ops 50 ».
- Il apparait également dans le jeu vidéo Heroes & Generals en tant qu'arme anti-véhicules de la faction URSS.
- il apparait également dans le jeu vidéo World War Heroe en tant qu'arme spéciale.
- Dans l'anime Sword Art Online Alternative Gun Gale Online, une équipe l'utilise pour détruire un bouclier conçu dans un matériau réputé quasiment indestructible.
- Dans le film 28 Heroes de Andrey Shalopa, sorti en 2016, il est au centre de toutes les attentions des protagonistes qui le servent successivement pour tenter de freiner l'avancée d'une colonne de chars d'assaut allemands.